# Piet le Blanc
Piërre (Piet) le Blanc (Rotterdam, 26 mei 1921 - 1 december 1996), geboren als Piet Le Blanc, was een bekende saxofonist.
Voordat hij de muziek in mocht, werkte Piet een blauwe maandag bij een bakkerij en bij Jamin. Daarna, op zijn zestiende jaar, werd hij voorgoed muzikant. Naast de baritonsax speelde hij ook altsax en viool.
In 1954 wint hij de Rhythme Poll in de categorie baritonsax in het radioprogramma van Skip Voogd. Hij speelt bij The Ramblers, het Amsterdams Philharmonisch Orkest en in het combo van de show van Wim Sonneveld met Willem Nijholt en Corrie van Gorp en speelt hij in het orkest bij De Kleine Parade. Vele jaren speelt Piet aan boord van de schepen van de Holland-Amerika Lijn. Ook het Metropole Orkest en het orkest van Boyd Bachman maken gebruik van zijn kwaliteiten. Bovendien speelt Piet met gastoptredens in het orkest van Count Basie en het trio Oscar Peterson. In de jaren 80 laat hij veel van zich horen tijdens de zondagmiddag jamsessies in café "Maaskade" op het Noordereiland in Rotterdam met het trio van Chris de Meyere. Ook wordt Piet veel gevraagd als gastspeler in combo's, o.a. de "MusiSides".
Aan het einde van zijn leven is 'ome Piet' een bekende figuur in de kroegen in het centrum. Voor geld of in elk geval voor gratis drank doet hij verzoeknummers.
Aan het einde van zijn leven wordt Le Blanc onverwacht nog eens goed in het zonnetje gezet. Carel van Hees en Martijn 't Hart maken in 1994 een film over zijn leven, getiteld Saxman. Er verschijnt een cd 'Saxman' en een galaconcert in een uitverkocht Luxor Theater, waaraan diverse bekende Rotterdamse artiesten meewerken. In 1996 overleed Piet Le Blanc aan longkanker. Hij ligt begraven op de katholieke begraafplaats Crooswijk. Zijn teraardebestelling werd een muzikaal eerbetoon en door vele gasten uit de muziekwereld bijgewoond.
Na zijn dood wordt de "Intechno Piet le Blancprijs" in het leven geroepen, die jaarlijks tijdens het Rijnmond Jazz Gala wordt uitgereikt.
Le Blanc is opgenomen in het Rotterdam Jazz Artists Memorial met een emaillen portret aan de zijgevel van café Timmer aan de Oude Binnenweg.
- International Standard Name Identifier: 0000 0003 9375 6909
- Nederlandse Thesaurus van Auteursnamen: 097824968
- Virtual International Authority File: 288104927